# Gymnocrex talaudensis
Gymnocrex talaudensis е вид птица от семейство Rallidae. Видът е застрашен от изчезване.

## Разпространение
Видът е разпространен в Индонезия.